# 전차대

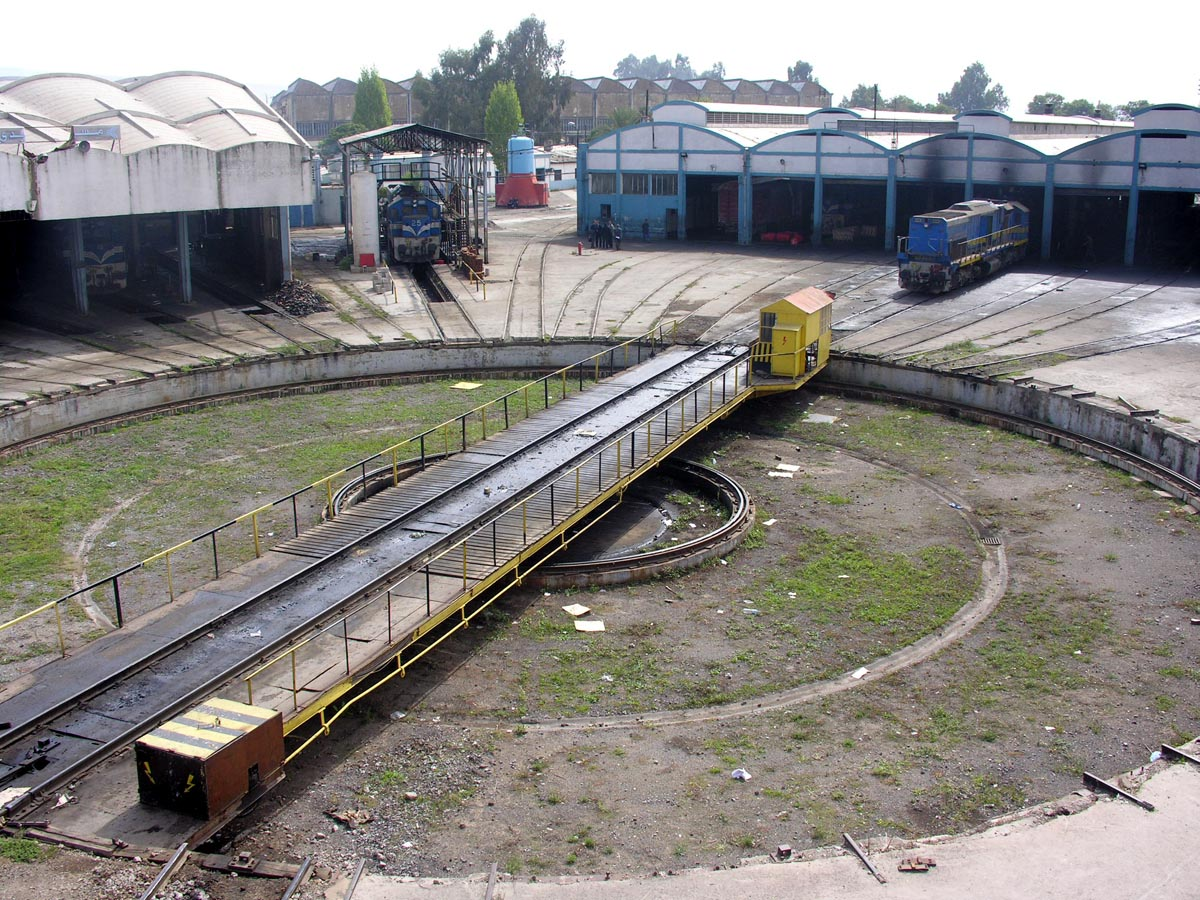

전차대(轉車臺, turntable)는 자동차 또는 철도 차량의 방향을 바꾸기 위해 사용하는 장치이다.

## 자동차
자동차 용도의 전차대는 주로 공간이 협소한 기계식 주차장 설비에 부수되어 설치된다. 대개 자동차의 회차를 위해서는 T자형의 코스를 사용하여 후진하거나, U자형의 코스를 이용해 방향을 전환해야 하는데, 이는 부지 면적을 요하고, 또한 후진 운전에 따른 사고 가능성이 있기 때문에, 이를 해소하기 위하여 전차대를 사용한다.

## 철도
철도의 전차대는 대개 종착역 내지는 차량 기지에 설치된다. 철도차량 중 기관차의 경우 종종 엔진의 배치 등에 의해 편측에 운전실이 설치되어 있는 경우가 많은데, 이로 인해서 시야의 차폐가 크게 발생하는 방향으로(장폐단 운전), 또는 후진 운전을 해야 하는 불편이 초래된다. 따라서, 종착역이나 주요 차량 기지에서 그 방향을 전환해 줄 필요가 있는데, 이를 위해 전차대를 사용한다.
또한, 청량리역 검수차고와 같은 원형 차고를 사용하는 경우 분기기 만으로 배선을 설계하는 것은 매우 비효율적이기 때문에, 전차대를 사용하여 입출고를 실시한다. 근래에는 이런 방식의 차고는 잘 사용되지 않으나, 증기 기관차 시대에는 널리 사용된 방식이다.
대개 전차대는 기관차의 길이와 중량을 감당할 수 있는 트러스와, 이를 지탱하는 회전축 및 원주 레일, 그리고 차량 운행시 이탈을 방지하기 위한 고정장치로 구성된다. 대개의 설비는 모터 등에 의해서 기계력으로 제어·동작하나, 기관차로부터 증기를 공급받거나 구동장치에 연결하여 동작하는 방식, 혹은 작업원이 직접 인력으로 구동하는 경우도 존재한 바 있다.
코레일의 기관차는 2010년대 이전에는 보통 운전실이 한 쪽에만 있는 기관차를 사용, 전차대가 필수적이었으나 2010년대 이후 도입되는 기관차는 운전실이 양쪽에 있어서 전차대를 굳이 이용할 필요가 없어졌다.

### 한국의 전차대
한국에서 전차대가 설치되어 있는 주요 역 및 차량 기지는 다음과 같다.
- 부산역
- 강릉차량사업소
- 동해역
- 광주역
- 대전조차장역
- 제천조차장역
- 목포역
- 천안역
- 청량리역
- 수색차량사업소
- 포항역
- 동대구역
- 익산역
- 간치역
- 가야역
- 춘천역
- 약목역
- 순천역
- 여수엑스포역
- 김천역
- 태화강역

## 사진

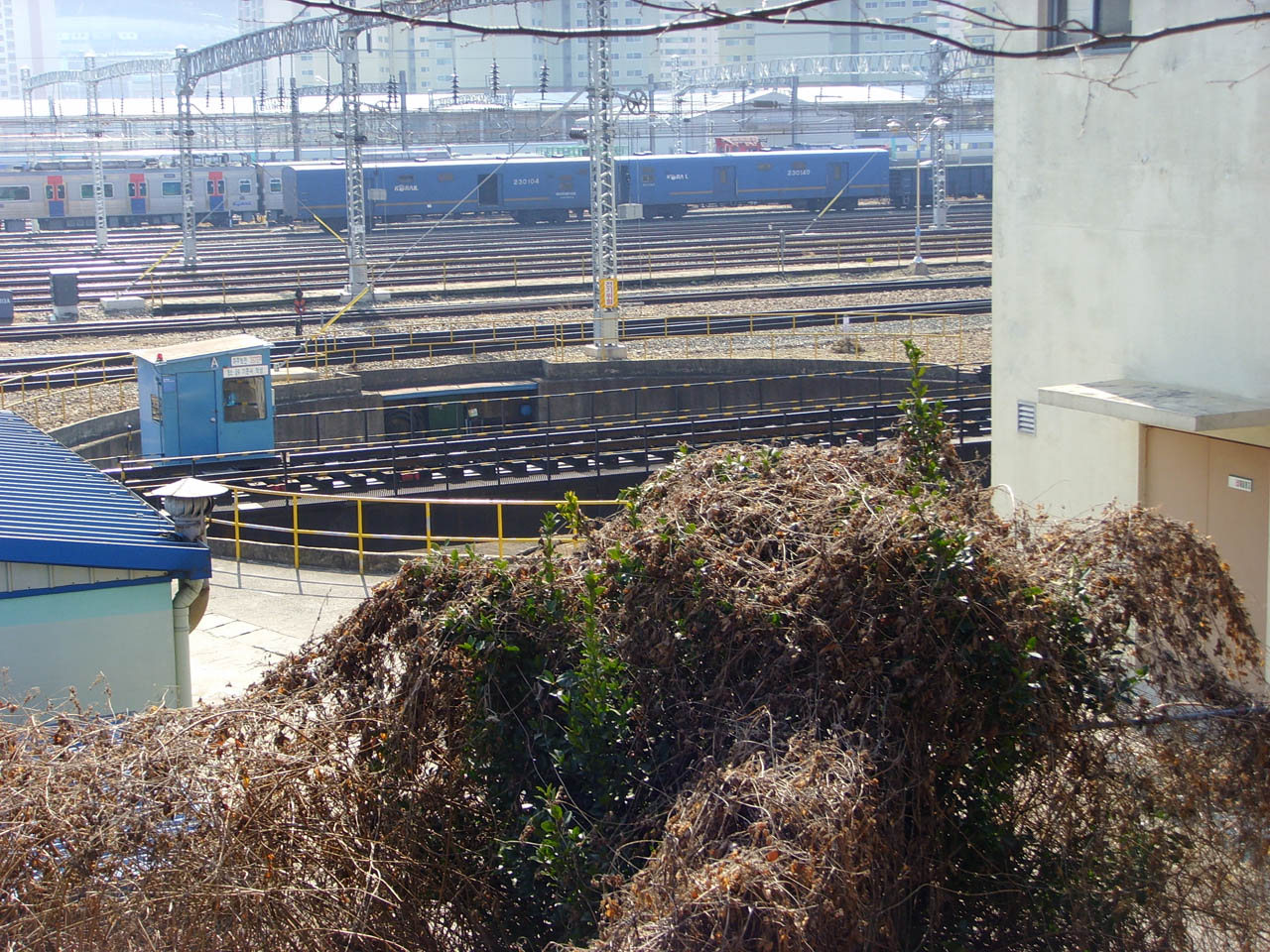
가야역 전차대
마산역 전차대
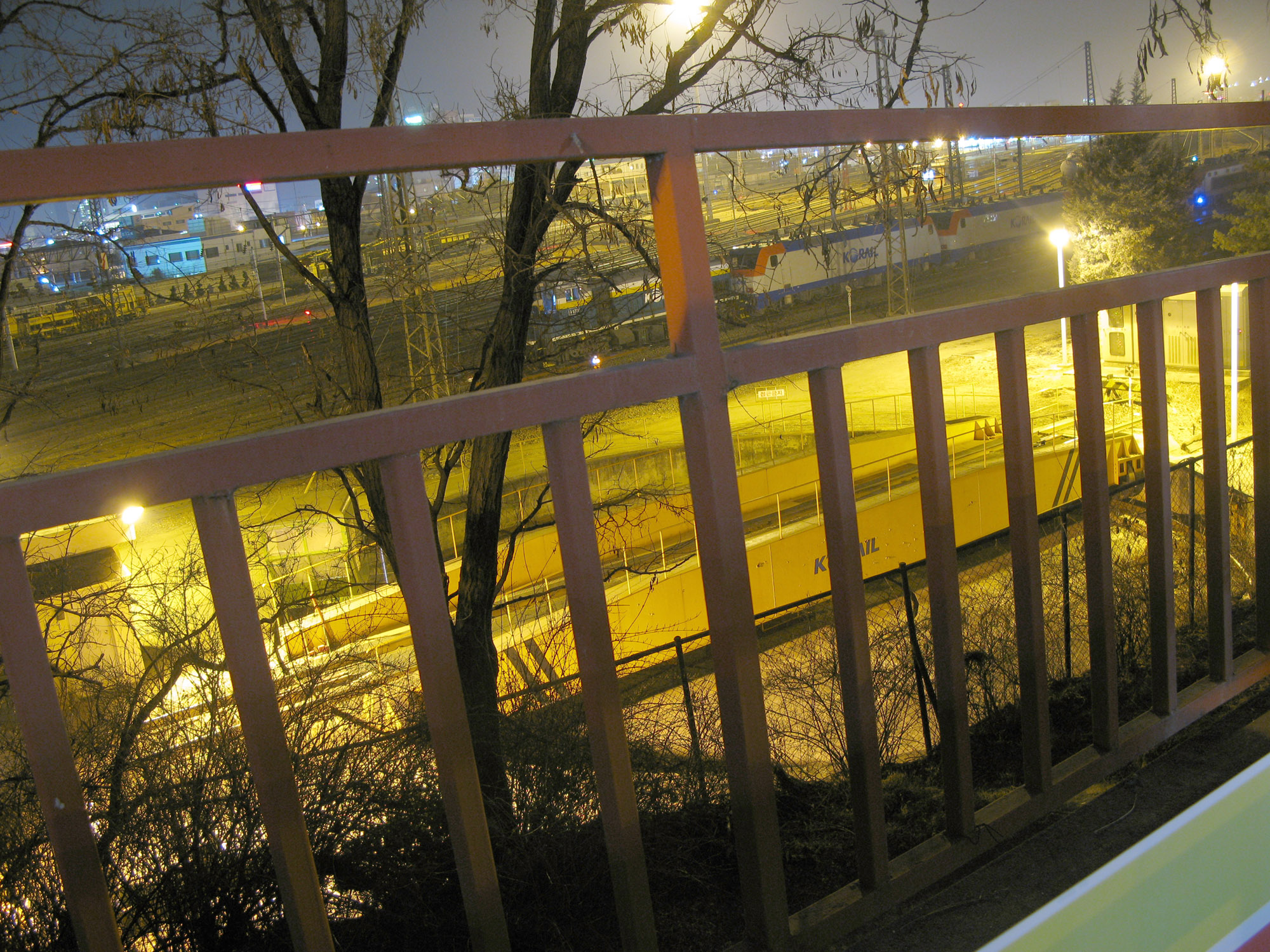
영주역 전차대

## 같이 보기
- 천차대